# Adestramento de cães

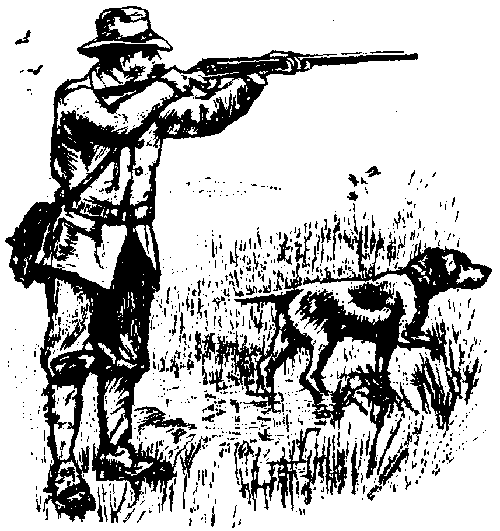
Figura mostrando um caçador e seu cão Pointer adestrado para caçar.

Adestramento de cães é uma aplicação da análise do comportamento que usa os eventos do ambiente e suas consequências para modificar o comportamento do cão, tanto para auxiliar em atividades específicas, tomar ações particulares ou até mesmo para participar efetivamente da vida doméstica contemporânea.
Um cão aprende através das interações com o seu ambiente. Sendo esse por meio do condicionamento clássico, que é oriundo de formas de associação entre dois estímulos; adestramento não-associativo, onde o comportamento é modificado através da habituação ou sensibilização; e condicionamento operante, em que as formas de associação são feitas entre um antecedente e uma consequência.
O adestramento em si é o ensinamento de comandos ou de ações que não são necessariamente naturais ao cão, aumentando o acomodamento do animal com o ambiente enquanto modifica os impulsos de latir e cavar por exemplo. O treinamento em si, é definido pela mudança proposital do comportamento canino.

## Tipos de Adestramento

### Condicionamento Clássico
O condicionamento clássico, também conhecido como treinamento Pavloviano, é uma forma de aprendizado com base nos efeitos do binômio estímulo-resposta sobre o sistema nervoso central dos seres vivos. Esse condicionamento clássico é quando um cachorro aprende a associar seu ambiente, ou descobrir como as coisas funcionam juntas. Um cão pode passar a temer a chuva através da associação do trovão, ou pode responder seu dono enquanto o mesmo usa um par específico de sapatos pegando uma coleira. O condicionamento clássico é usado no treinamento de cães para fazer associações específicas com um estimulo específico, particularmente na superação de medos de pessoas e situações.

## Fatores
O treinamento pode acontecer de várias formas. Há treinadores, no entanto, que encontraram características comuns em métodos de sucesso: a interpretação profunda do que o animal fazia antes do treinamento, ações tomadas em tempos precisos e comunicação consistente.

### Comunicação
Os cães se associaram intimamente a humanos através da domesticação e também se tornaram sensíveis a sinais de comunicação humana. Geralmente, eles passam por grande exposição aos sons humanos, especialmente durante as brincadeiras, e acredita-se que possuem boa habilidade em reconhecer seu discurso. Dois estudos investigaram a habilidade de um único cachorro que em teoria possuía um entendimento de linguagem excepcional. Ambos os estudos revelaram o potencial para, pelo menos alguns cães, de desenvolver um entendimento de um grande número de comandos com base nos sons emitidos pelos seus donos. Porém, os estudos também sugerem que quesitos visuais do dono podem ser importantes para o entendimento de comandos verbais mais complexos.

### Características Inatas

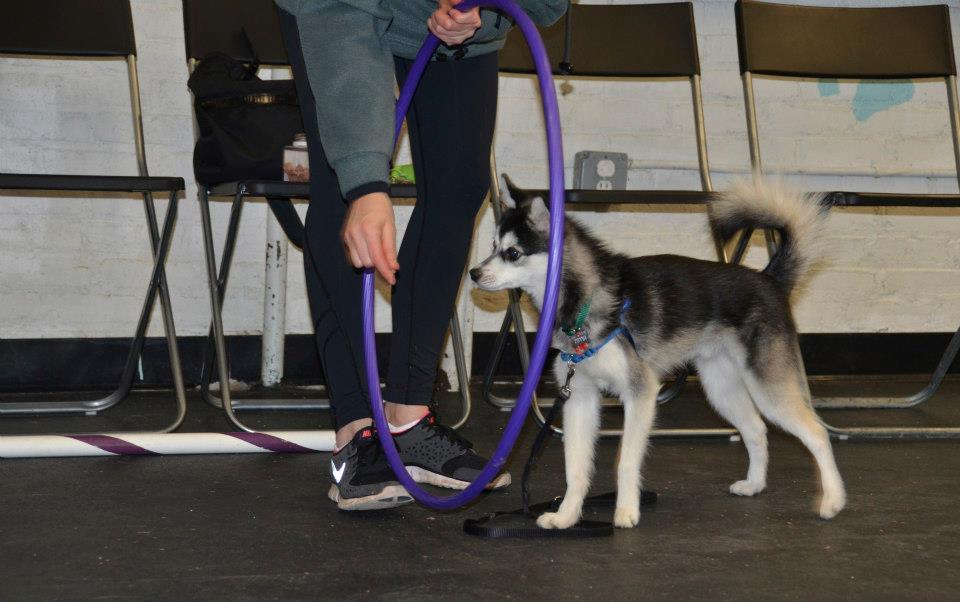
Cão iniciando treinamento através da comunicação

Em consideração aos comportamentos naturais e específico das raças caninas, é possível treinar-las para cumprir tarefas altamente úteis e especializadas. Por exemplo, o Labrador retriever é a raça preferida para a detecção de explosivos. Isso se deve graças à combinação de fatores que incluem seu instinto alimentar que os permite manter focados na tarefa alheio aos sons e outras distrações. A maior parte das raças "trabalhadoras" de cães é treinada para encontrar pessoas através de seu olfato. Cocker spaniels são capazes de ser treinados como parte de um time de detecção do cupim Isoptera. Eles tem um tamanho relativamente pequeno, o que permite caber em espaços estreitos, e o seu baixo peso permite caminhar sob lugares potencialmente perigosos para qualquer coisa mais pesada. De fato, embora inusitado, a detecção de Isoptera através de cães é muito mais seguras que o trabalho feito apenas por humanos dependentes de sistemas básicos de toque e audição na madeira. Além disso, devido à sua habilidade de aprender sinais visuais e de sua natureza energética e atlética, os Pastores Alemães são capazes de ser treinados para trabalhar em times de busca, resgate e apreensão de humanos.

### Entendimento
Por qualquer uma das técnicas de treinamento aplicadas, consistência do comportamento/treino do dono e o nível de engajamento podem influenciar diretamente a efetividade de qualquer técnica utilizada. 

## Comandos básicos

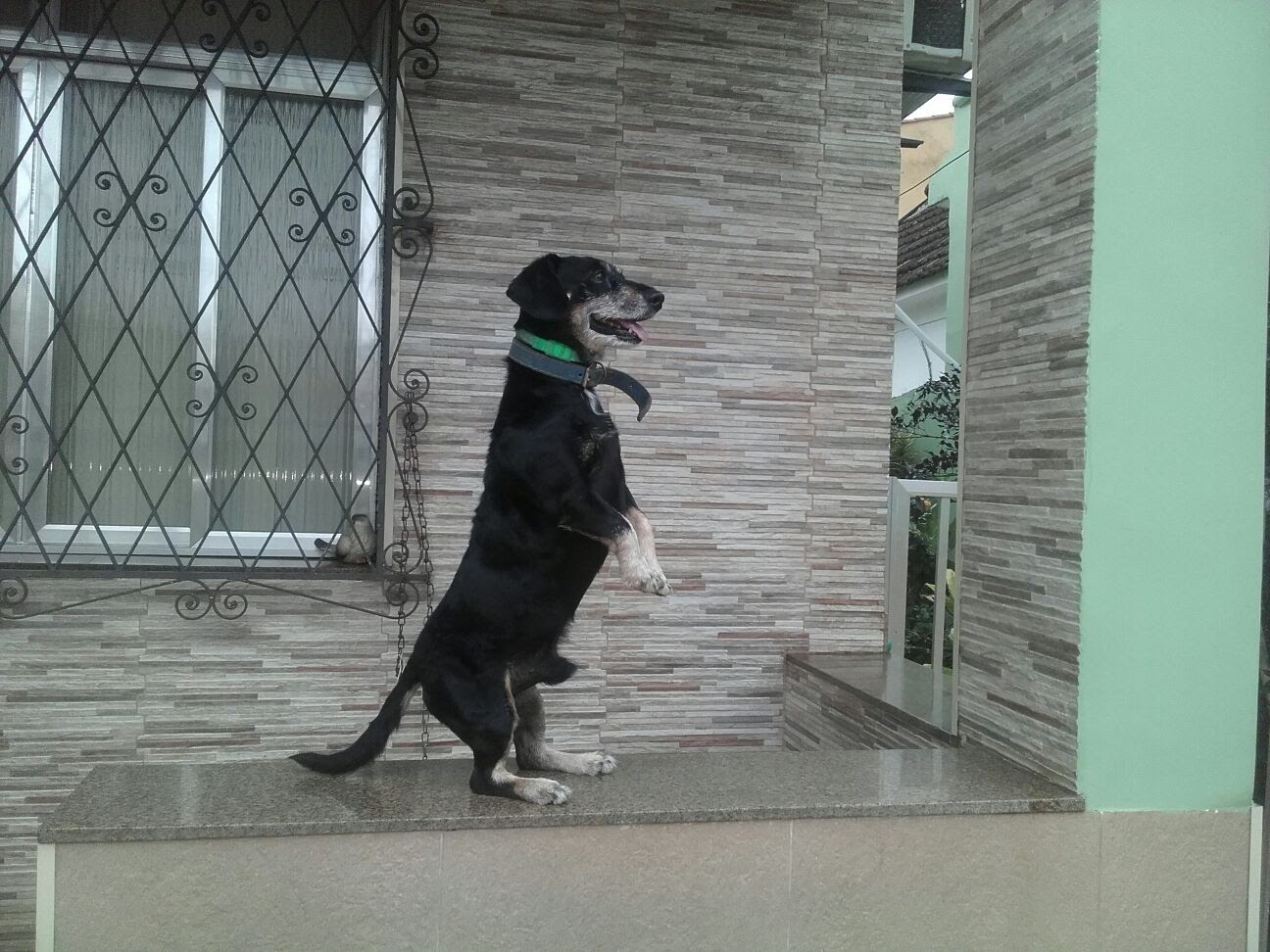
Um cachorro em pé.

No adestramento básico, ensina-se ao cão alguns comandos necessários para uma obediência simples e inicial para quaisquer outros adestramentos, excetuando-se, segundo alguns adestradores o adestramento de faro, que em alguns casos e, dependendo da finalidade, não se utiliza o adestramento de obediência. Seguem abaixo os comandos básicos a serem ensinados ao cão: 
- Senta: Comportamento natural do animal que estabelece controle e obediência.
- Deita: Deitar sob comando estabelece controle do cão e hierarquia da matilha, uma vez que o comportamento de deitar entre os cães significa submissão.
- Aqui: Comando utilizado para o animal se aproximar de seu proprietário ou condutor e se sentar.
- Junto: Comando dado para que o cão ande ao lado esquerdo do condutor, utilizado para conduzir o cão num passeio ou em qualquer outra situação em que se deseja o controle do animal.
- Fica: O cão fica no lugar onde foi deixado e na posição em que foi ordenado (sentado, deitado, etc), só saindo do comando após ser autorizado pelo proprietário através de outro comando.

## Adestramento prático

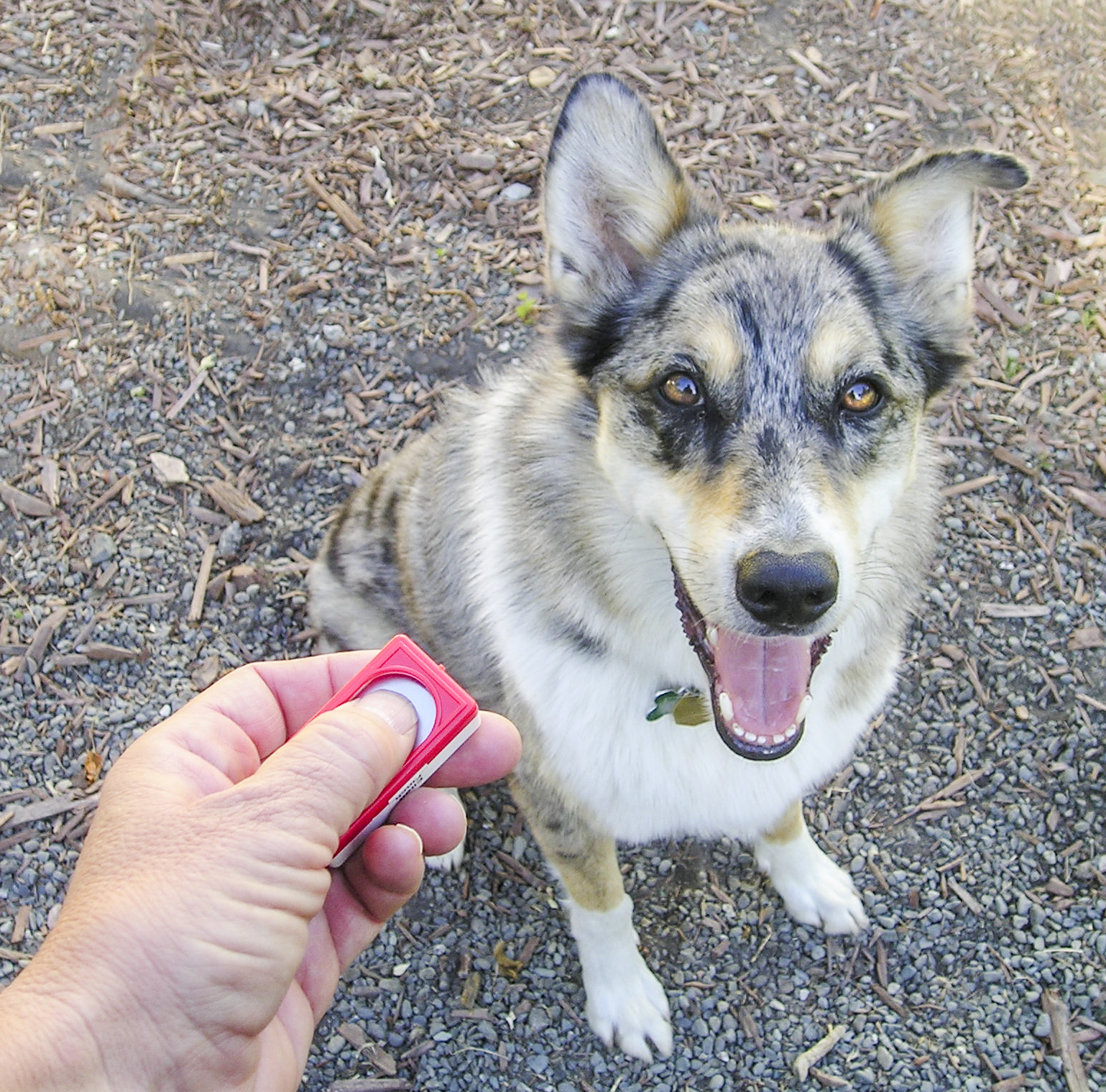
Adestramento usando o clicker.

Não existe melhor maneira de se adestrar um cão. Cada cão é um indivíduo e cada um responde a um método de adestramento de uma maneira. A utilização de  carinho e afago com o uso concomitante da guia e do enforcador é o método mais antigo e difundido para adestramento de cães, existem porém outros métodos mais novos, que utilizam de técnicas diferentes como petiscos, bolinhas e clicker, para adestrar animais. O ideal será treinar um cão relaxado o que poderá implicar exercitá-lo antes do treino para que liberte energias e escolher um local calmo para a sessão de adestramento.